# Uterqüe

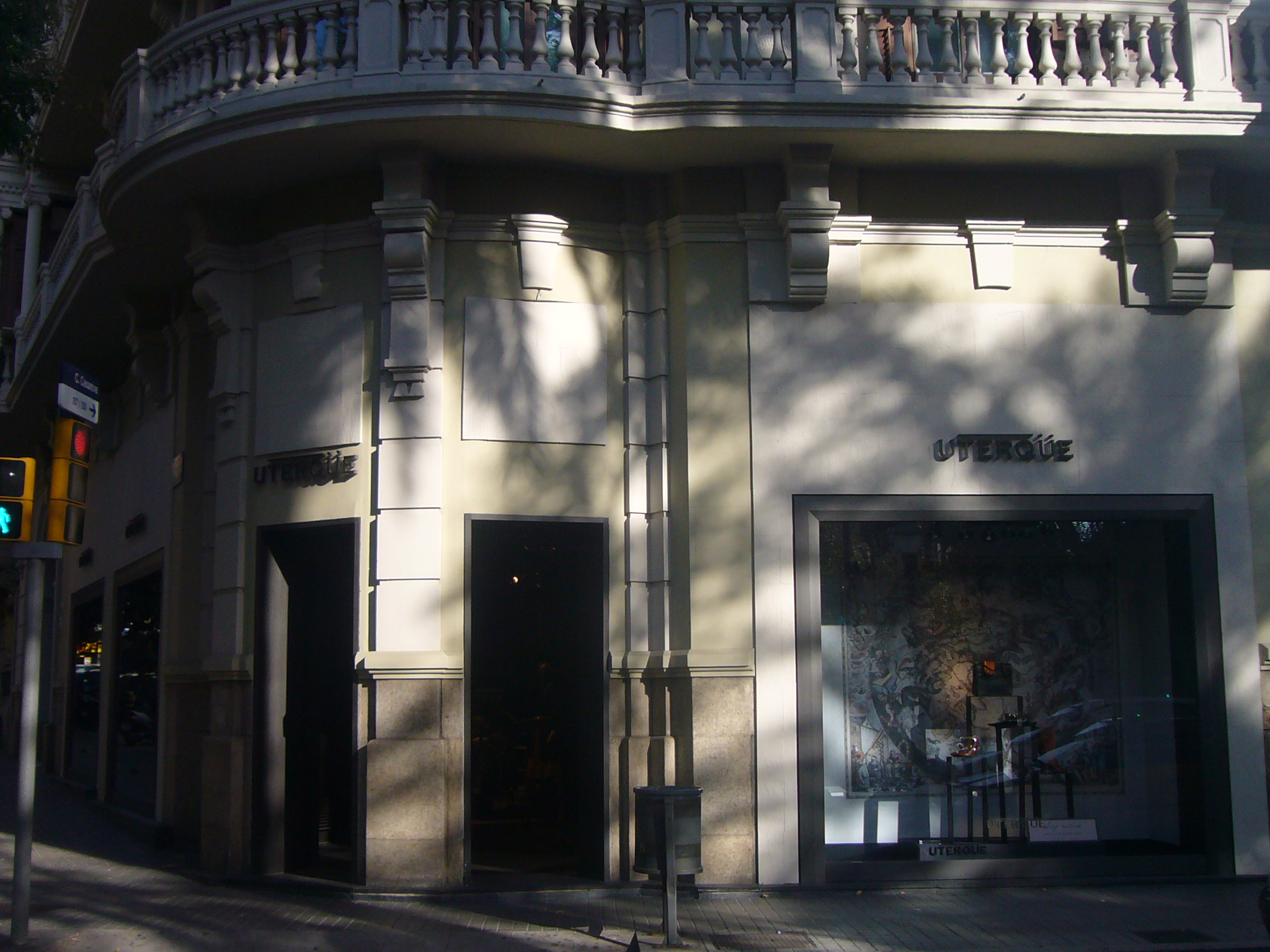
Tienda Uterqüe en la avenida Diagonal de Barcelona, España

Uterqüe (del latín uterque, «ambos») fue una filial del grupo Inditex, dedicada a accesorios de moda y prendas. Se formó en 2008. Fue disuelta en 2022, cerrando alrededor de 80 tiendas e integrando otras en Massimo Dutti. 

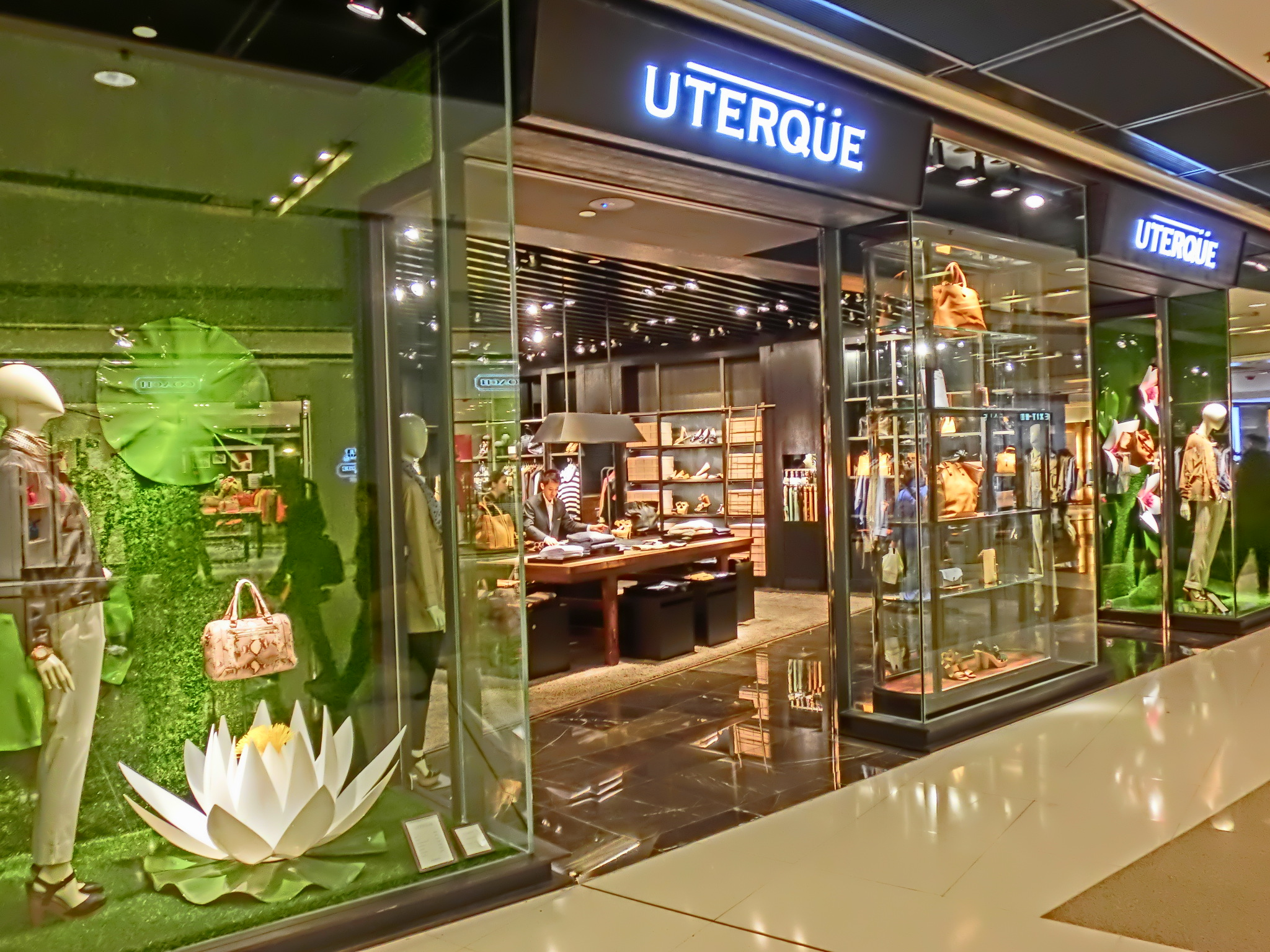
Tienda Uterqüe en Hong Kong, China.

Las oficinas se encontraban en Tordera (Barcelona, España), a diferencia de las otras marcas del grupo, que operan desde Arteijo (La Coruña, España), con la excepción de Massimo Dutti, Bershka, Oysho y Lefties que también tienen su sede en Tordera, y Stradivarius que ha mantenido su sede en la ciudad de Barcelona, donde había sido fundada antes de ser comprada por Inditex en 1999.
En septiembre de 2021, Inditex anunció que integraría la oferta de esta marca dentro de las tiendas de Massimo Dutti y a través de venta online, cerrando de este modo los comercios propios de Uterqüe.